# Menhir Luxia Arrabiosa
Le menhir Luxia Arrabiosa, connu également sous le nom de menhir de Terrazzu (en italien : menhir di Terrazzu), est un mégalithe situé près de Villaperuccio, commune italienne de la province de Sardaigne du Sud, en Sardaigne. 

## Description
Le menhir se situe dans la localité de Terrazzu, à environ un kilomètre au sud de Villaperuccio ; il se dresse à proximité de la Via Santa Lucia qui relie Terrazzu à Villaperuccio.
Il mesure environ 5 m de hauteur ; son sommet a probablement été brisé par la foudre.
Son nom, Luxia Arrabiosa (« Lucie la Furieuse »), dérive d'une légende selon laquelle Luxia, une géante, aurait apporté le menhir jusqu'à Sant'Antioco pour la construction d'un pont mais, ayant trouvé ce pont déjà construit et voyant qu'elle s'était déplacée pour rien, elle se mit très en colère et une fois de retour à Terrazzu, elle jeta violemment la pierre au sol.
Comme de nombreuses pierres dressées de Sardaigne, il pourrait s'agir d'une pierre nuragique représentant une divinité et emblématique de la Culture nuragique, dont on trouve des éléments dans le Musée de la statuaire préhistorique en Sardaigne, créé en 1969 dans le Palais Aymerich de la commune de Laconi, également en Sardaigne. Dans les environs se trouvent les Domus de Janas de Montessu, un ensemble de nécropoles préhistoriques creusées à même la roche.